# پل قلعه گردن
پل قلعه گردن مربوط به دوره صفوی است و در شهرستان تنکابن، بخش خرم‌آباد، دهستان بلده، روستای قلعه گردن واقع شده است. این اثر در تاریخ ۲۶ اسفند ۱۳۸۶ با شمارهٔ ثبت ۲۱۹۶۹ به‌عنوان یکی از آثار ملی ایران به ثبت رسیده‌است.